# Anourosorex yamashinai
Anourosorex yamashinai là một loài động vật có vú trong họ Chuột chù, bộ Soricomorpha. Loài này được Kuroda mô tả năm 1935.